# En t'attendant
En t'attendant es el álbum debut de Mélanie Laurent . Fue lanzado el 2 de mayo de 2011 bajo el sello discográfico Atmosphériques y distribuido por PIAS Francia. Comenzó en el lugar 198º, y luego ascendió al 35ª lugar en la tercera semana.

## Lista de temas
| N.º   | Título                                                     | Duración |  |
| 1.    | «Début»                                                    | 2:40     |  |
| 2.    | «En t'attendant»                                           | 4:00     |  |
| 3.    | «Everything You're Not Supposed to Be» (feat. Damien Rice) | 5:31     |  |
| 4.    | «Circus»                                                   | 4:40     |  |
| 5.    | «Kiss»                                                     | 3:59     |  |
| 6.    | «Je connais»                                               | 4:41     |  |
| 7.    | «Pardon»                                                   | 4:01     |  |
| 8.    | «Insomnie»                                                 | 4:07     |  |
| 9.    | «Il fait gris»                                             | 4:52     |  |
| 10.   | «Uncomfortable» (feat. Damien Rice)                        | 5:49     |  |
| 11.   | «Papa»                                                     | 3:35     |  |
| 12.   | «Fin»                                                      | 2:11     |  |
| 50:06 |                                                            |          |  |

| Bonus tracks |                                                                |          |  |
| N.º          | Título                                                         | Duración |  |
| 13.          | «Tango» (bonus track en algunas ediciones y descarga en línea) | 3:10     |  |